# Санто-Роман, Марк
Марк Санто-Роман (фр. Marc Santo-Roman; 13 сентября 1960, Тулуза) — французский шахматист, гроссмейстер (2007).
Трёхкратный чемпион Франции (1990—1991 и 1994). В составе сборной Франции участник 3-х Олимпиад (1990—1994).

## Таблица результатов
| Год  | Город    | Турнир         | + | − | = | Результат | Место |
| ---- | -------- | -------------- | - | - | - | --------- | ----- |
| 1990 | Нови-Сад | 29-я олимпиада | 4 | 2 | 3 | 5½ из 9   |       |
| 1992 | Манила   | 30-я олимпиада | 2 | 4 | 1 | 2½ из 7   |       |
| 1994 | Москва   | 31-я олимпиада | 5 | 2 | 3 | 6½ из 10  |       |
|      |          |                |   |   |   | из        |       |

## Изменения рейтинга
| Графики недоступны из-за технических проблем. См. информацию на Фабрикаторе и на mediawiki.org. |